# Nomenclator

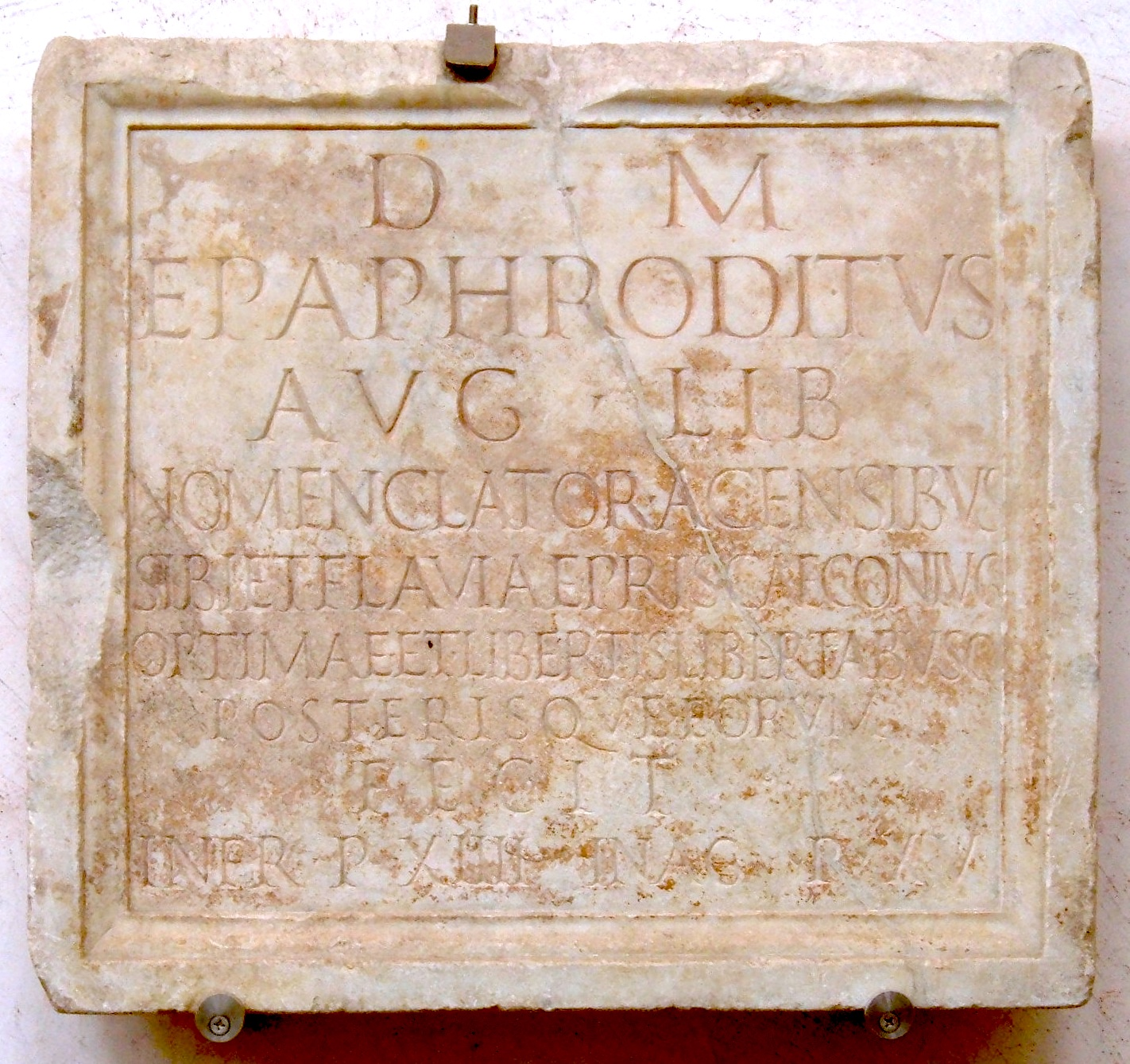
Inscrição sepulcral para Epafrodito, liberto imperial e nomenclador, e sua esposa Flavia Prisca

Um nomenclator (em português: nomenclador), derivado do latim nomen (nome) + calare (chamar), nos tempos clássicos, referia-se a um escravo cujo dever era recordar os nomes das pessoas que seu mestre conheceu durante uma campanha política. Mais tarde, isso se tornou nomes de pessoas em qualquer contexto social e incluiu outras informações socialmente importantes.
No entanto, assumiu vários outros significados e também se refere a um livro contendo coleções ou listas de palavras. Também denota uma pessoa, geralmente um funcionário público, que anuncia os nomes dos convidados em uma festa ou outra reunião social ou cerimônia.
Em termos mais gerais ainda, é uma pessoa que fornece ou cria os nomes das coisas, e isso pode se aplicar à aplicação de nomes em um contexto científico ou qualquer outro, mas especialmente em relação a terminologias especializadas, glossários, etc.

## Nomencladores em biologia
Vários nomencladores foram criados em biologia. Eles geralmente listam os nomes dos gêneros e às vezes das espécies junto com as origens (fontes) desses nomes. Às vezes, eles também incluem informações adicionais, como a distribuição.
Por exemplo, uma entrada no Nomenclator Zoologicus se parece com isso:
- Abronia Gray 1838, Ann. Mag. Nat. Hist., 1 (5), 389. Rept.

Abronia é um gênero de lagarto que foi descrito por John Edward Gray em 1838 na revista Annals and Magazine of Natural History. A entrada termina com uma nota sobre o grupo de animais a que pertence o género, nomeadamente os répteis ("Rept.").